# 拉普拉斯算子
在數學以及物理中，拉普拉斯算子或是拉普拉斯算符（英語：Laplace operator, Laplacian）是由欧几里得空间中的一個函数的梯度的散度给出的微分算子，通常寫成 {\displaystyle \Delta }、{\displaystyle \nabla ^{2}} 或 {\displaystyle \nabla \cdot \nabla }。
這名字是為了紀念法国数学家皮耶-西蒙·拉普拉斯（1749–1827）而命名的。他在研究天体力学在數學中首次应用算子，当它被施加到一个给定的重力位（Gravitational potential）的时候，其中所述算子给出的质量密度的常数倍。經拉普拉斯算子運算為零 {\displaystyle \Delta f=0} 的函數稱為调和函数，现在称为拉普拉斯方程，和代表了在自由空间中的可能的重力场。
拉普拉斯算子有許多用途，此外也是椭圆算子中的一個重要例子。
拉普拉斯算子出现描述许多物理现象的微分方程裡。例如，常用於波方程的數學模型、熱傳導方程、流体力学以及亥姆霍茲方程。在靜電學中，拉普拉斯方程和泊松方程的應用隨處可見。在量子力學中，其代表薛丁格方程中的動能項。
拉普拉斯算子是最简单的椭圆算子，并且拉普拉斯算子是霍奇理論的核心，並且是德拉姆上同調的結果。在图像处理和计算机视觉中，拉普拉斯算子已经被用于诸如斑点检测和边缘检测等的各种任务。

## 定义
拉普拉斯算子是 n 维欧几里得空间中的一个二阶微分算子，其定义为對函數 {\displaystyle f} 先作梯度運算（{\displaystyle \nabla f}）後，再作散度運算（{\displaystyle \nabla \cdot \nabla f}）的結果。因此如果 {\displaystyle f} 是二阶可微的实函数，则 {\displaystyle f} 的拉普拉斯算子定义为：
{\displaystyle \Delta f=\nabla ^{2}f=\nabla \cdot \nabla f}  ── (1)
{\displaystyle f} 的拉普拉斯算子也是笛卡儿坐标系 {\displaystyle x_{i}} 中的所有非混合二阶偏导数：
{\displaystyle \Delta f=\sum _{i=1}^{n}{\frac {\partial ^{2}f}{\partial x_{i}^{2}}}}  ── (2)
作为一个二阶微分算子，对于k ≥ 2，拉普拉斯算子把Ck函数映射到Ck-2函数。表达式（(1)或(2)）定义了一个算子Δ：Ck(Rn)→ Ck-2(Rn)，或更一般地，定义了一个算子Δ：Ck(Ω)→ Ck-2(Ω)，对于任何开集Ω。
函数的拉普拉斯算子也是该函数的海森矩阵的迹：
{\displaystyle \Delta f=\mathrm {tr} (H(f)).\,\!}

## 坐標表示式

### 二維空間
{\displaystyle \Delta f={\frac {\partial ^{2}f}{\partial x^{2}}}+{\frac {\partial ^{2}f}{\partial y^{2}}}}
其中x與y代表x-y平面上的笛卡兒坐標
另外極坐標的表示法為：
{\displaystyle \Delta f={1 \over r}{\partial  \over \partial r}\left(r{\partial f \over \partial r}\right)+{1 \over r^{2}}{\partial ^{2}f \over \partial \theta ^{2}}}

### 三維空間
笛卡兒坐標系下的表示法
{\displaystyle \Delta f={\frac {\partial ^{2}f}{\partial x^{2}}}+{\frac {\partial ^{2}f}{\partial y^{2}}}+{\frac {\partial ^{2}f}{\partial z^{2}}}.}
圓柱坐標系下的表示法
{\displaystyle \Delta f={1 \over \rho }{\partial  \over \partial \rho }\left(\rho {\partial f \over \partial \rho }\right)+{1 \over \rho ^{2}}{\partial ^{2}f \over \partial \theta ^{2}}+{\partial ^{2}f \over \partial z^{2}}.}
球坐標系下的表示法
{\displaystyle \Delta f={1 \over r^{2}}{\partial  \over \partial r}\left(r^{2}{\partial f \over \partial r}\right)+{1 \over r^{2}\sin \theta }{\partial  \over \partial \theta }\left(\sin \theta {\partial f \over \partial \theta }\right)+{1 \over r^{2}\sin ^{2}\theta }{\partial ^{2}f \over \partial \phi ^{2}}.}

### N维空间
在参数方程为{\displaystyle x=r\theta \in {\mathbb {R} }^{N}}（其中{\displaystyle r\in [0,+\infty )}以及{\displaystyle \theta \in S^{N-1}}）的{\displaystyle N}维球坐标系中，拉普拉斯算子为：
{\displaystyle \Delta f={\frac {\partial ^{2}f}{\partial r^{2}}}+{\frac {N-1}{r}}{\frac {\partial f}{\partial r}}+{\frac {1}{r^{2}}}\Delta _{S^{N-1}}f}
其中{\displaystyle \Delta _{S^{N-1}}}是{\displaystyle N-1}维球面上的拉普拉斯-贝尔特拉米算子。我们也可以把{\displaystyle {\partial ^{2}f \over \partial r^{2}}+{\frac {N-1}{r}}{\frac {\partial f}{\partial r}}}的项写成{\displaystyle {\frac {1}{r^{N-1}}}{\frac {\partial }{\partial r}}{\Bigl (}r^{N-1}{\frac {\partial f}{\partial r}}{\Bigr )}}。

## 恒等式
- 如果f和g是两个函数，则它们的乘积的拉普拉斯算子为：

{\displaystyle \Delta (fg)=(\Delta f)g+2((\nabla f)\cdot (\nabla g))+f(\Delta g)}。
f是径向函数{\displaystyle f(r)}且g是球谐函数{\displaystyle Y_{lm}(\theta ,\phi )}，是一个特殊情况。这个情况在许多物理模型中有所出现。{\displaystyle f(r)}的梯度是一个径向向量，而角函数的梯度与径向向量相切，因此：
{\displaystyle 2(\nabla f(r))\cdot (\nabla Y_{lm}(\theta ,\phi ))=0}。
球谐函数还是球坐标系中的拉普拉斯算子的角部分的特征函数：
{\displaystyle \Delta Y_{\ell m}(\theta ,\phi )=-{\frac {\ell (\ell +1)}{r^{2}}}Y_{\ell m}(\theta ,\phi )}。
因此：
{\displaystyle \Delta (f(r)Y_{\ell m}(\theta ,\phi ))=\left({\frac {d^{2}f(r)}{dr^{2}}}+{\frac {2}{r}}{\frac {df(r)}{dr}}-{\frac {\ell (\ell +1)}{r^{2}}}f(r)\right)Y_{\ell m}(\theta ,\phi )}。

## 谱理论
拉普拉斯算子的谱由特征值{\displaystyle \lambda }和对应的特征函数{\displaystyle f}组成，满足：
{\displaystyle -\Delta f=\lambda f}
这就是所谓的亥姆霍兹方程。
如果{\displaystyle \Omega }在{\displaystyle \mathbb {R} ^{n}}中有界，拉普拉斯算子的特征函数时希尔伯特空间{\displaystyle L^{2}(\Omega )}下的一组标准正交基。这主要是因为紧自伴随算子的谱定理，适用于拉普拉斯的逆算子（根据庞加莱不等式和Rellich-Kondrachov定理，它是紧算子）。这也可以表明特征函数是无穷阶可微的函数。更一般地说，这些结果对任何有界紧黎曼流形上的拉普拉斯-贝特拉米算子都是成立的，或者说对任何有边界上具有光滑系数的椭圆算子的Dirichlet特征值问题也成立。当Ω为N维球面时，拉普拉斯的特征函数是球谐函数。

## 推广

### 复杂空间上的实值函数
拉普拉斯算子可以用一定的方法推广到非欧几里得空间，这时它就有可能是椭圆算子、双曲算子、或超双曲算子。
在闵可夫斯基空间中，拉普拉斯算子变为达朗贝尔算子（英語：d'Alembertian）：
{\displaystyle \square ={\partial ^{2} \over \partial x^{2}}+{\partial ^{2} \over \partial y^{2}}+{\partial ^{2} \over \partial z^{2}}-{\frac {1}{c^{2}}}{\partial ^{2} \over \partial t^{2}}.}
达朗贝尔算子通常用来表达克莱因-戈尔登方程以及四维波动方程。第四个项前面的符号是负号，而在欧几里德空间中则是正号。因子c是需要的，这是因为时间和空间通常用不同的单位来衡量；如果x方向用寸来衡量，y方向用厘米来衡量，也需要一个类似的因子。

### 值域爲复杂空间

#### 向量值函數的拉普拉斯算子
拉普拉斯算子作用在向量值函數上，其結果被定義爲一個向量，這個向量的各個分量分別爲向量值函數各個分量的拉普拉斯，卽
{\displaystyle \nabla ^{2}\mathbf {A} =(\nabla ^{2}A_{x},\nabla ^{2}A_{y},\nabla ^{2}A_{z})}．
更一般地，對沒有坐標的向量，我們用下面的方式定義（受向量恒等式的啓發）：
{\displaystyle \nabla ^{2}\mathbf {A} =\nabla (\nabla \cdot \mathbf {A} )-\nabla \times (\nabla \times \mathbf {A} )}，也可用類似于拉普拉斯－德拉姆算子的方式定義，然後證明“旋度的旋度”向量恒等式．

#### 拉普拉斯－贝尔特拉米算子
拉普拉斯算子也可以推广为定义在黎曼流形上的椭圆型算子，称为拉普拉斯-贝尔特拉米算子。达朗贝尔算子则推广为伪黎曼流形上的双曲型算子。拉普拉斯–贝尔特拉米算子还可以推广为运行于张量场上的算子（也称为拉普拉斯–贝尔特拉米算子）。
另外一种把拉普拉斯算子推广到伪黎曼流形的方法，是通过拉普拉斯–德拉姆算子，它作用在微分形式上。这便可以通过外森比克恒等式来与拉普拉斯–贝尔特拉米算子联系起来。

## 外部連結
- MathWorld: Laplacian （页面存档备份，存于）
- Derivation of the Laplacian in Spherical coordinates （页面存档备份，存于） by Swapnil Sunil Jain